# Antidiabético
Un antidiabético es un medicamento usado para reducir los niveles de glucosa en sangre, por lo que se indica en el tratamiento de la diabetes mellitus. Con la excepción de la insulina, exenatida, liraglutida, lixisenatida y dulaglutida, todos son administrados por vía oral. La selección de los diferentes tipos de antidiabéticos depende de la enfermedad, la edad y condición de salud del paciente, así como otros factores.

vildagliptina

La diabetes mellitus tipo 1 es una enfermedad caracterizada por deficiencia de insulina, por lo que la insulina es la droga usada en estos pacientes, por vía inyectada. La diabetes mellitus tipo 2 se caracteriza por resistencia a la acción de la insulina, por lo que el tratamiento de esta enfermedad incluyen fármacos que reducen la generación hepática de glucosa, fármacos que aumenten la cantidad de insulina secretada por el páncreas, fármacos que aumenten la sensibilidad celular a la insulina o fármacos que disminuyen la velocidad en la que la glucosa es absorbida por el tracto gastrointestinal.

## Insulina
La insulina se administra por vía subcutánea, bien sea por una inyección o por una bomba de insulina. Se sigue investigando otras rutas de administración de la insulina. En casos de crisis agudas, la insulina puede ser administrada como terapia intravenosa. Existen diferentes formas de insulina basado en la velocidad de metabolismo en el cuerpo.

## Secretagogos

### Sulfonilureas
Las sulfonilureas fueron los primeros antiglicémicos, son secretagogos de la insulina, es decir, potencian la liberación de la insulina por acción directa sobre el canal celular de potasio dependiente de ATP en las células beta del páncreas. Se indican principalmente en la diabetes mellitus tipo 2 estimulando la liberación endógena de insulina. Son más efectivos en pacientes mayores de 40 años y que hayan tenido diabetes por menos de 10 años. No se indican para la diabetes tipo 1 ni para la diabetes gestacional.
- Agentes de primera generación
  - tolbutamida
  - acetohexamida
  - tolazamida
  - clorpropamida
- Agentes de segunda generación
  - glipizida
  - gliburida
  - glimepirida
  - gliclazida

### Meglitinidas
Las meglitinidas promueven la producción de insulina por influencia sobre los canales de potasio. En sus efectos, las células beta del páncreas abren los canales de calcio, promoviendo la secreción de insulina. Por lo general se toman con la comida para estimular la respuesta a la insulina.
- Repaglinida
- Nateglinida

## Biguanidas
Las biguanidas reducen la producción de glucosa por parte del hígado y también aumentan la captación de glucosa en los tejidos periféricos, incluyendo el músculo esquelético. Son los agentes más comúnmente usados en pacientes jóvenes y niños con diabetes tipo 2.
- Metformina[3]
- fenformina
- buformina

## Tiazolidinedionas
Las tiazolidinedionas se unen a receptores celulares involucradas en la transcripción de genes que regulan el metabolismo de la glucosa y de las grasas en los tejidos actuando como agonista selectivo de la insulina en los receptores PPARGamma.
- Rosiglitazona
- Pioglitazona
- Troglitazona[4]